# Restinga Seca

Restinga Seca es un municipio brasileño del estado de Rio Grande do Sul.
Se encuentra ubicado a una latitud de 29º48'48" Sur y una longitud de 53º22'30" Oeste, estando a una altitud de 49 metros sobre el nivel del mar, a orillas del río Vacacaí cerca de la desembocadura de éste en el Yacuy. Su población estimada para el año 2004 era de 16.994 habitantes.
Ocupa una superficie de 959,48 km².
- Datos: Q1757460
- Multimedia: Restinga Seca / Q1757460

1. ↑  Worldpostalcodes.org,código postal n.º 97200-000.